# Olympische Jugend-Winterspiele 2020/Teilnehmer (Montenegro)
| Gelbes Symbol für Goldmedaillen mit stilisierten Olympischen Ringen | Graues Symbol für Silbermedaillen mit stilisierten Olympischen Ringen | Braundes Symbol für Bronzemedaillen mit stilisierten Olympischen Ringen |
| ------------------------------------------------------------------- | --------------------------------------------------------------------- | ----------------------------------------------------------------------- |
| —                                                                   | —                                                                     | —                                                                       |

Montenegro nahm an den Olympischen Jugend-Winterspielen 2020 in Lausanne mit zwei Athleten (ein Junge, ein Mädchen) in zwei Sportarten teil.

## Teilnehmer nach Sportarten

### Ski Alpin
| Athleten       | Wettbewerbe  | 1. Lauf     | 1. Lauf | 2. Lauf     | 2. Lauf | Gesamt      | Gesamt |
| Athleten       | Wettbewerbe  | Zeit        | Rang    | Zeit        | Rang    | Zeit        | Rang   |
| -------------- | ------------ | ----------- | ------- | ----------- | ------- | ----------- | ------ |
| Mädchen        |              |             |         |             |         |             |        |
| Tamara Popović | Riesenslalom | 1:34,29 min | 55      | DSQ         | DSQ     | DSQ         | DSQ    |
| Tamara Popović | Slalom       | 1:06,97 min | 42      | 1:05,30 min | 34      | 2:12,27 min | 34     |

### Skilanglauf
| Athleten           | Wettbewerbe     | Qualifikation | Qualifikation | Viertelfinale | Viertelfinale | Halbfinale    | Halbfinale    | Finale        | Finale        | Rang |
| Athleten           | Wettbewerbe     | Zeit          | Rang          | Zeit          | Rang          | Zeit          | Rang          | Zeit          | Rang          | Rang |
| ------------------ | --------------- | ------------- | ------------- | ------------- | ------------- | ------------- | ------------- | ------------- | ------------- | ---- |
| Jungen             |                 |               |               |               |               |               |               |               |               |      |
| Aleksandar Grbović | 10 km klassisch | –             | –             | –             | –             | –             | –             | 33:31,6 min   | 69            | 69   |
| Aleksandar Grbović | Sprint Freistil | 3:50,09 min   | 66            | ausgeschieden | ausgeschieden | ausgeschieden | ausgeschieden | ausgeschieden | ausgeschieden | 66   |
| Aleksandar Grbović | Langlauf-Cross  | 5:00,74 min   | 61            | ausgeschieden | ausgeschieden | ausgeschieden | ausgeschieden | ausgeschieden | ausgeschieden | 61   |